# Something for the Boys
Something for the Boys es una película estadounidense de 1944 dirigida por Lewis Seiler y protagonizada por Carmen Miranda, Michael O'Shea y Vivian Blaine.
Escrito por Robert Ellis, Helen Logan y Frank Gabrielson, el guion está basado en el musical de Broadway del mismo nombre, protagonizada por Ethel Merman con canciones de Cole Porter. La trama se desarrolla en la Segunda Guerra Mundial, donde tres primos que no sabían, descubren que han heredado una casa grande. Chiquita Hart, interpretada por Carmen Miranda, Harry (Phil Silvers) y Blossom (Vivían Blaine) abandonar sus puestos de trabajo y decidir reformar el lugar y alquilarlo para cónyuges de militares que están en el frente de guerra, y combina el servicio de albergue a los espectáculos ejecutantes. La actriz Judy Holliday, que seis años más tarde ganó un Oscar a la mejor actriz para Nacida ayer, tiene una breve participación en la película, con un habla.
La película fue bien recibida por el público y tuvo buenas críticas en la prensa.

## Argumento
En la Segunda Guerra Mundial, Chiquita Hat (Carmen Miranda) y sus primos: Harry Hart (Phil Silvers) y Blossom Hart (Vivían Blaine) heredar una propiedad en Masonville, Georgia. La residencia se encuentra en ruinas y llena de deudas. El sargento y conocido líder de una orquesta Ronald Fulton (Michael O'Shea) alquila la propiedad a las esposas de los militares del Ejército, para lo que ayuda a Chiquita, Harry y Blossom en la reforma de la propiedad. Ronald empieza a salir con Blossom Hart pese a estar comprometido con Melanie Walker (Sheila Ryan). Ambos producen un espectáculo musical que se convierte en un éxito, Chiquita fuerza Blossom para luchar por su amor. El sargento Fulton es seleccionado para la escuela de oficiales, y a pesar de todos los malentendidos Blossom acaba reconciliándose con él.

### Producción
Something for the Boys es una versión cinematográfica de un musical homónimo producido por Mike Todd. De acuerdo con información del Departamento Legal de la Twentieth Century-Fox Records en noviembre de 1942, 20th Century Fox ha avanzado 62.500 dólares a Mike Todd y la Saboya producciones para la producción del musical, luego compró los derechos para producir la película con él en 1943. De acuerdo con los registros legales, el precio de compra pagado por el estudio era $265.000, pero las fuentes dan la cantidad pagada por Fox como $305.000. Por el acuerdo con Todd, Fox no pudo estrenar la película, al menos hasta el verano de 1944, para «permitir que el musical original se presenta en gira por las principales ciudades de Estados Unidos sin competir con la versión de la película».
William Perlberg fue invitado a la producción de esta película, Irving Cummings conducirlo y Betty Grable a la estrella en ella. Scott Elliott audicionó para la película, pero su participación no fue confirmada. La película marcó el debut del popular actor de cine y cantante Perry Como y Rory Calhoun, que apareció bajo el nombre de Frank McCown, fuentes también incluyen Judy Holliday en la película.
El director ejecutivo del estudio Fox, Darryl F. Zanuck, quería que los mismos escritores que escribieron Greenwich Village, protagonizada por Carmen Miranda en 1944, a escribir sus líneas para esta película, porque según Zanuck «los escritores escribieron especialmente para ella con los errores de pronunciación que eran divertidos». Los escritores de Greenwich Village no participaron en la película, pero los errores en la pronunciación de palabras en inglés de Carmen Miranda se incluyeron en Something for the Boys.

### Protagonistas
- Carmen Miranda — Chiquita Hart
- Michael O'Shea — Sargento Ronald 'Rocky' Fulton
- Vivían Blaine — Blossom Hart
- Phil Silvers — Harry Hart
- Sheila Ryan — Melanie Walker
- Perry Como — Sargento Laddie Green
- Glenn Langan — Teniente Ashley Crothers

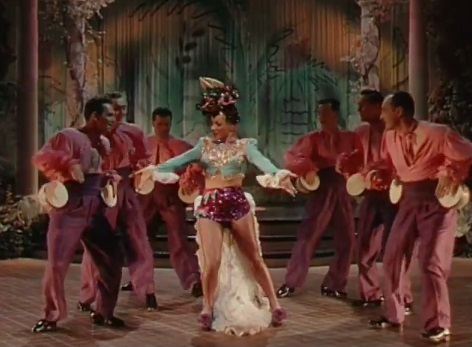
Carmen Miranda
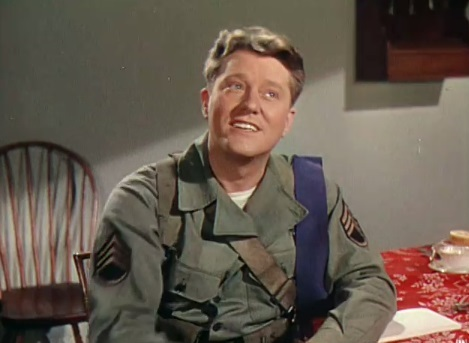
Michael O'Shea
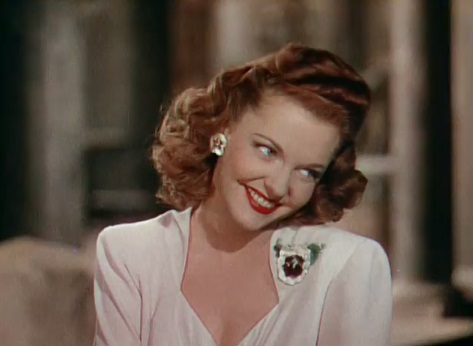
Vivian Blaine
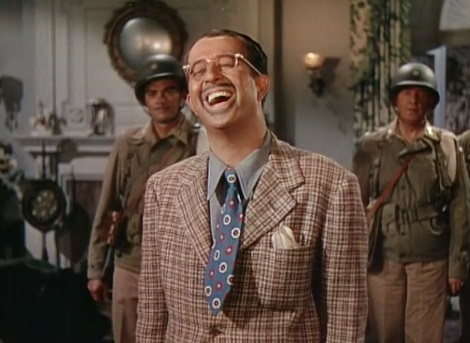
Phil Silvers
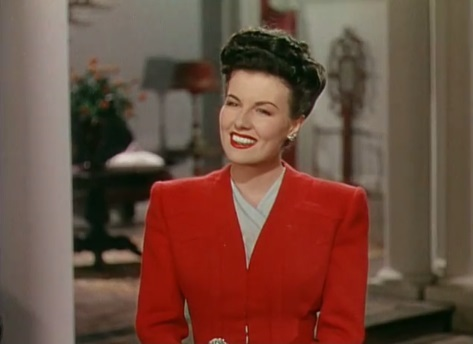
Sheila Ryan
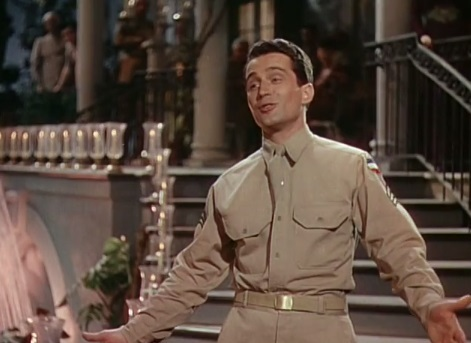
Perry Como

## Lanzamiento
La película fue lanzada en los cines de Estados Unidos el 30 de noviembre de 1944 en el Teatro Roxy de Nueva York. En Brasil, su debut ocurrió sólo en 18 de julio de 1945.

### Recepción de la crítica
Bosley Crowther, de The New York Times escribió que el Something for the Boys tenía "una variedad de canciones, humor muy alegre y una gran cantidad de mujeres hermosas en un precioso Technicolor" acerca de desempeño de Carmen Miranda, Crowther continúa "ella canta con una excelente forma, como una radio humano."'
La revista Time dijo que la película "resulta por tener nada muy notable. Hay no ser Carmen Miranda." Dave Kehr escribió en el Chicago Reader, "Debería ser más divertido de lo que es." Para la Variety, "la película incluye muchas situaciones divertidas, pero, tomados en su conjunto, la historia no tiene un diálogo especial."